# Tejo (deportivo)
El tejo de playa o tejo playero es un deporte de precisión de la familia de las bochas y la petanca, en el que el objetivo  consiste en que uno de los equipos obtenga los tantos, mediante el lanzamiento de tejos (discos), al sector opuesto de la cancha, lo más cerca posible del tejo neutral (tejín), sumando la mayor cantidad de puntos.

## Historia

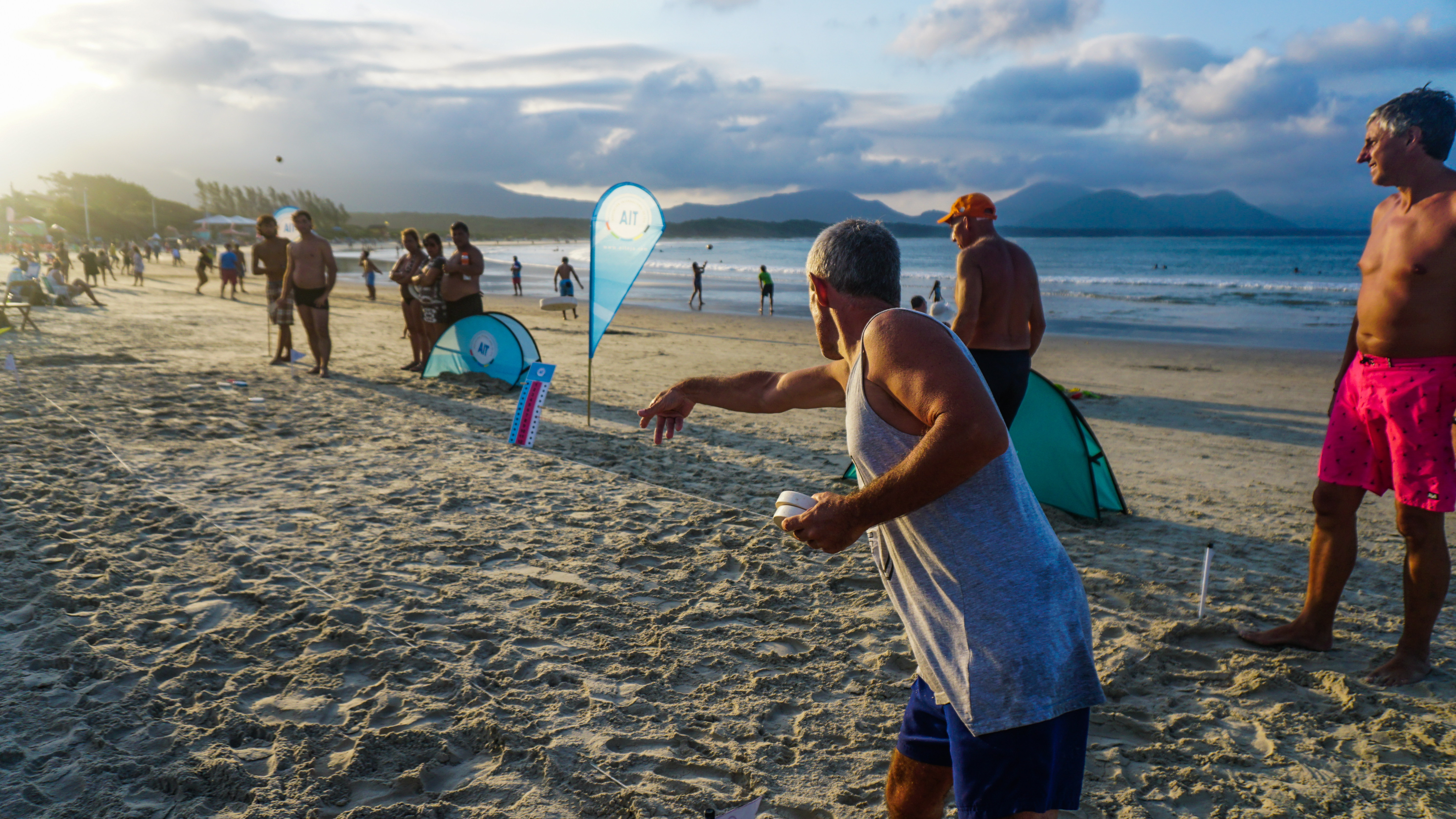
Partido Oficial de Tejo en Barra de Lagoa

El deporte nació como un juego de playa en las costas de Mar de Ajó, Argentina, a mediados del siglo XX, más exactamente la década de 1960 inventado por Juan Bernardino Otegui (ramallense de ascendencia vasca), haciendo adapatación del juego de bochas el cual era practicado en las playas (pero por ser esféricas podían rodar demasiado lejos). Con los años se fue popularizando su práctica hasta llegar a jugarse en toda la Argentina y países limítrofes durante todo el año.  Fue elegido en 2015 por la Secretaría de Deportes de la Nación Argentina como deporte autóctono para las Olimpiadas de Trasplantados realizadas  en la Ciudad de Mar Del Plata, sumado a también los torneos bonaerenses y desde 2018 está  organizado a nivel mundial por la Asociación Internacional de Tejo (AIT).

## Instrucciones de juego

### El juego
El tejo de playa puede ser jugado por hombres y mujeres de todas las edades. Se practica entre dos equipos opuestos que, mediante una serie de tejos, diferenciados entre sí por colores y jugados dentro de una cancha de arena de 2.5 x 12 metros (dividida en dos partes iguales a los 6 metros), pugnan por marcar puntos hasta llegar a la cantidad determinada que define el partido a favor de uno de ellos (12 en versión reducida – 15 en versión tradicional). 
El juego consiste en que uno de los equipos obtenga los tantos, mediante aquellos tejos que consiga colocar más cerca de un tejo más pequeño neutral (tejín) que el más cercano del equipo contrario, una vez jugados todos los tejos.  
El partido comienza con un sorteo, el equipo que lo gane, tiene derecho a elegir el color de los tejos a utilizar, arrojar el tejín a la zona de juego (la mitad más alejada desde la zona de lanzamiento) y lanzar el primer tejo. Luego de arrojado el tejín y el primer tejo, el equipo contrario debe jugar su/s tejo/s hasta que consiga colocar un tejo más cerca. Y una vez logrado esto, el equipo contrario intentará modificar la situación consiguiendo puntos para sí, y así sucesivamente.  
Cuando un equipo no tiene más tejos, el equipo adversario puede jugar e intentar marcar o conseguir más puntos, ya sea arrimando sus tejos al tejín o tejando a los tejos que le estorban.  
Cuando todos los tejos hayan sido jugados, uno de los equipos obtendrá tantos puntos como tejos tenga más próximos al tejín, a partir del tejo con mayor cercanía al tejín del otro equipo.  
Terminada la partida, el juego continúa en el otro sentido de la cancha. El derecho de arrojar el tejín y el primer tejo corresponderá al equipo que ganó la partida anterior.  
El partido finalizará cuando uno de los equipos alcance primero la cantidad de tantos que estipulen las reglamentaciones vigentes (12 o 15), debiendo para ello jugarse todas las partidas que fueran necesarias.

### La cancha
La superficie tradicional de juego es de Arena y podrá contener tierra y/o conchilla hasta en un 20%. La medida de una cancha oficial es de 2,50 metros de ancho por 12 metros de largo.
El terreno de juego es delimitado con líneas producidas por un hilo o soga, fijado al piso de tal manera que no sobresalga del mismo. A su vez, la cancha tendrá, en su parte media una línea que divide la misma en dos partes iguales. Dichas líneas no pertenecerán a las zonas que demarcan. 

### Los tejos y el tejín

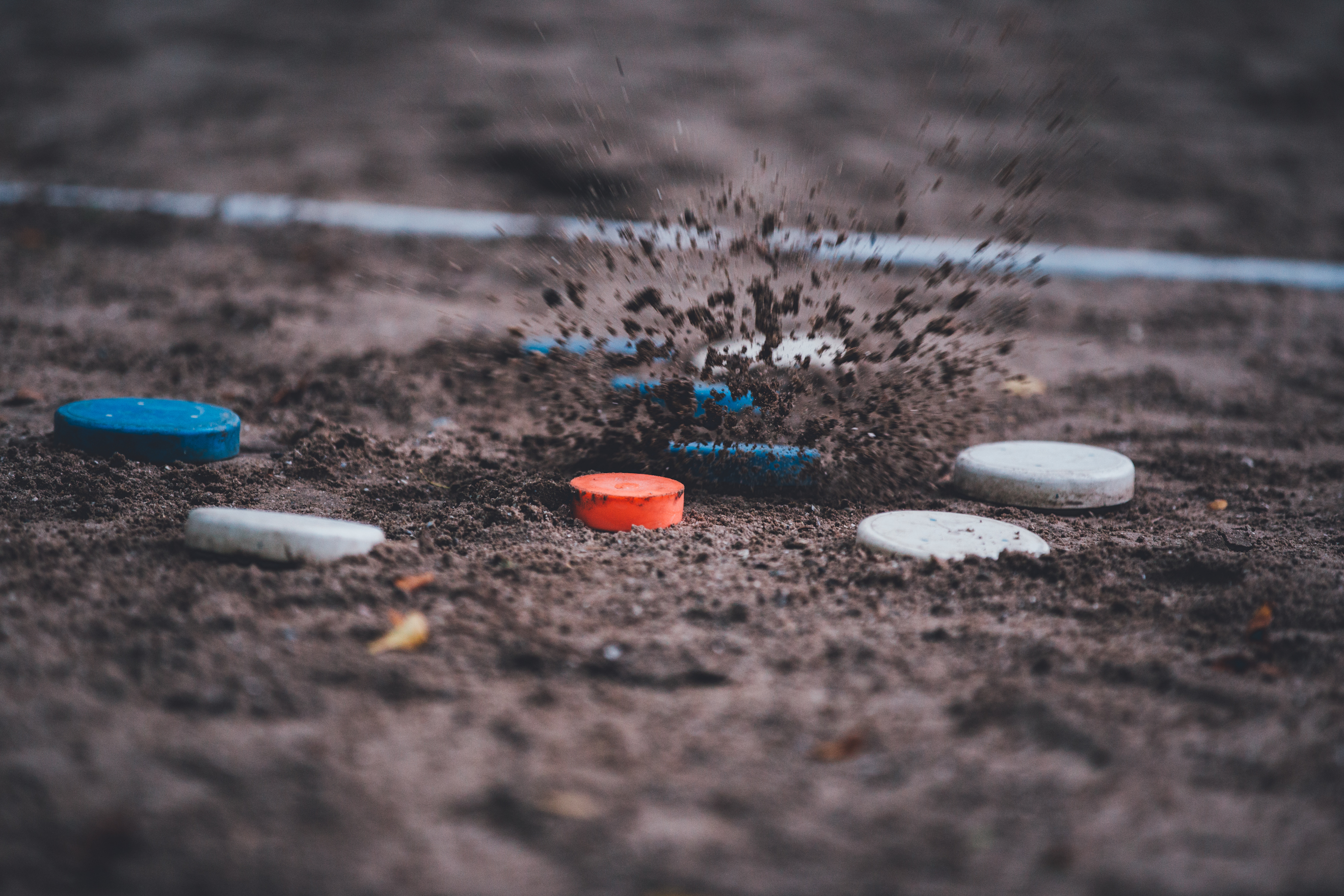
Juego de Tejos oficiales

Durante toda la historia del juego se han fabricado tejos de distintos materiales, medidas y espesores. El reglamento oficial del juego estipula un diámetro de 119 mm, un ancho de 23 mm y un peso de 325 gramos para cada tejo.
Tanto los Tejos como  el Tejín oficiales son de un material plástico inalterable al agua y al sol y tienen un canto recto (utilizado para clavar) y uno redondeado (utilizado para deslizar).

### Duración del partido
Los partidos de tejo no tienen una duración cronometrada determinada, sino que su duración depende del marcador. Se podrán jugar en versión reducida a 12 puntos o en su versión tradicional a 15.

### Los jugadores
Se podrá jugar en Modalidad individual (single), parejas (dobles), tríos (tercetos) y equipos. A su vez, los mismos podrán ser Masculino, Femenino, Mixto y Libre.
Si el partido o campeonato es modalidad individual, cada jugador utilizará cuatro tejos, si es por parejas, cada cual tendrá tres, y si fuera por tríos, cada uno utilizará dos tejos.  

### Reglamento
El Reglamento Oficial de Tejo es el conjunto de reglas, normas o preceptos que ordenan el deporte regulando su práctica y estableciendo las principales características del juego.
Como se expresa en el prólogo del Reglamento Oficial, la Asociación Internacional de Tejo (AIT) es el organismo que tiene como misión el desarrollo del tejo como deporte en todo el mundo y dentro de sus responsabilidades se incluye la elaboración, promoción y fiscalización de las Reglas de Juego.
Con el objeto de cumplir con tal compromiso, ha confeccionado a través de su Secretaría Técnica de Reglas de Juego, el manual que contiene las reglas del Tejo que, como se desarrolló la clase anterior, entraron en vigencia en todo el mundo a partir de marzo de 2018.
Es muy importante resaltar que para la redacción del mismo, la secretaría se vio guiada por los principios históricos y el carácter distintivo del juego, la necesidad de que las reglas se mantengan claras, comprensibles, apropiadas y pertinentes en diferentes idiomas, y la importancia de asegurar que el tejo sea jugado con integridad y de acuerdo a la tradición de la misma manera en todo el mundo.
Los jugadores podrán moverse por la línea de lanzamiento para obtener un mejor ángulo de tiro hacia el bochin. Al contrario de lo que dice EDI

## Etimología
- Tejo:[1] nombre asignado por el uso de tejos en el juego.

- Tejo de playa: indica que este juego es originario de playa; tejoplaya: nombre unificado de la denominación de tejo de playa, donde se identifica este deporte uniendo morfemas, utilizando la raíz lingüística de los idiomas portugués y español.

- Tejo: palabra homónima como se denomina de igual forma otro deporte que es autóctono y originario de Colombia.